# Nautilus clarkanus
Nautilus clarkanus es una especie extinta de molusco cefalópodo de la familia Nautilidae que vivió durante el Carbonífero Inferior. Se han descubierto especímenes fósiles en la formación Spergen Hill Limestone de Indiana. N. clarkanus ha sido agrupado en un taxón único, junto con otras especies extintas, basándose en los caracteres compartidos de sus conchas. 